# Чувашский театр юного зрителя имени Михаила Сеспеля
Чувашский государственный ордена Дружбы народов театр юного зрителя имени Михаила Сеспеля (чув. Чăваш патшалăх Çеçпĕл Мишши ячĕллĕ çамрăксен театрĕ) — театр юного зрителя, расположенный в городе Чебоксары.

## История

### Советская эпоха
Чувашский государственный театр юного зрителя им. Михаила Сеспеля был основан в Чебоксарах. Одним из основателей театра был Э. Фейертаг. Первый спектакль «Молодой пласт» («Топай») по пьесе Л. Бочина состоялся 3 апреля 1933 года — этот день считается днём рождения ТЮЗа. Его основателями являются Эдвин Давидович Фейертаг и Маргарита Николаевна Фигнер — ленинградские режиссёры, педагоги и воспитатели будущего театрального коллектива.
Специальный актёрский набор при Чувашском музыкально-театральном техникуме стал основой театра для детей и юношества республики. Спектакли игрались на чувашском и русском языках.

### Российский театр
Чувашский государственный ордена Дружбы народов молодёжный театр им. М. Сеспеля осуществляет постановки по произведениям чувашских, русских и зарубежных драматургов на чувашском и русском языках. В настоящее время в текущем репертуаре театра 23 спектакля, из них в 1 полугодии 2007 году поставлено — 4 спектакля: «Испытание мага» В. Гина, «Родные» А. Зайцева, «Золотой цыплёнок» В. Орлова, «Малыш и Карлсон» Астрид Линдгрен.
В связи с тем, что театр имеет возможность работать на стационаре только 15 дней в месяц, большое внимание уделяется гастрольной и выездной деятельности. По итогам 1 полугодия 2007 года театром показано в районах республики 55 спектаклей, 19 — за пределами республики. В апреле 2004 года театр успешно провёл малые гастроли в Москве в рамках международного фестиваля «Москва — город мира», в августе 2004 года — принял участие в Международном театральном фестивале «Стамбул — Простор — Театр», проходившем в г. Стамбуле (Турция) со спектаклем «77 жена Дон Жуана с Кладбищенского авеню» Б. Чиндыкова, Н. Казакова.
Театр принимает активное участие в ежегодном республиканском конкурсе театрального искусства «Чĕнтĕрлĕ чаршав». Спектакли «Три сестры» А. П. Чехова, «Собаки» К. Сергиенко признаны лучшими спектаклями, лучшими исполнителями главных и эпизодических ролей в разные годы признаны артисты — В. И. Павлов, П. И. Чамжаева-Владимирова, С. П. Владимиров, О. В. Михайлова.
Организационно-правовая форма существования театра (с 2002) — Автономное учреждение Чувашской Республики «Чувашский государственный ордена Дружбы народов театр юного зрителя им. М. Сеспеля» Министерства культуры, по делам национальностей и архивного дела Чувашской Республики.

## Адреса
- Первая премьера состоялась 3 апреля 1933 года в здании Чебоксарского рабочего клуба (Чебоксары, улица Карла Маркса, дом 13, ныне — Бульвар Купца Ефремова, дом 6)[2].
- В 1959 году театру предоставлено новое здание (тогда на окраине города, ныне — улица Гагарина, дом 14).
- С 1993 года в одном доме № 14 по улице Гагарина существовали вместе два театра — ТЮЗ и Русский драматический театр. Репетиции труппа ТЮЗа проводила в своём старом здании на улице Карла Маркса[2].
- С 1996 года театр юного зрителя находился во Дворце культуры тракторостроителей по адресу: Эгерский бульвар, дом 36[2].
- С конца 2016 года театр располагается в здании бывшего кинотеатра «Сеспель» по адресу: Московский проспект, дом 33/9[3][2].